# Richard Whitney
Richard Whitney (* 1. August 1888 in Boston, Massachusetts; † 5. Dezember 1974 in Far Hills, New Jersey) war ein US-amerikanischer Bankier, Investmentberater, Broker und Anfang der 1930er Jahre Präsident der New Yorker Börse.

## Frühe Jahre und Aufstieg
Geboren wurde Whitney als Sohn des Bankiers George Whitney am 1. August 1888 in Boston. Seine Vorfahren waren Einwanderer gewesen, die die damalige Kolonie um 1630 erreicht hatten. Nach dem Studium in Groton und Harvard zog er 1910 nach New York. Er gründete dort die Brokerfirma Richard Whitney & Co. und wurde zwei Jahre später Mitglied der New Yorker Börse. Schon bald war er Hauptbroker für die Firma J. P. Morgan & Co., deren Vizepräsident sein Bruder George später wurde. Während des Ersten Weltkrieges leitete er nahezu ehrenamtlich (für die symbolische Bezahlung von einem Dollar pro Jahr) die Food Administration, deren Vorsitzender der spätere US-Präsident Herbert Hoover war. Im Jahre 1916 heiratete er die junge Witwe Gertrude Sheldon Sands; aus dieser Ehe gingen drei Kinder hervor. Whitney übernahm das Anlagegeschäft ihres Vaters, Cummings and Markwald, und änderte dessen Namen in Richard Whitney & Co. Drei Jahre später wurde er in den Verwaltungsrat der New Yorker Börse gewählt.

## Börsenkrise von 1929
Mittlerweile Vizepräsident der New Yorker Börse, versuchte Whitney auf dem Höhepunkt der Panik am 24. Oktober 1929, die Verkaufswelle durch Stützungskäufe aufzuhalten, indem er etliche Wertpapiere deutlich über deren Marktpreis orderte; sein Auftritt auf dem Börsenparkett und seine Order zehntausender Aktien von US Steel für 40 Punkte über dem Marktpreis machten Whitney zum Helden der Börse. Seine gesamten Aufwendungen gingen mit geschätzten 20 Millionen Dollar an einem einzigen Nachmittag als größte Transaktion in die Geschichte ein. Sie galt besonders den Spitzenpapieren, deren Kurs stabilisiert werden sollte. Da aus dem ganzen Land Verkaufsmeldungen eingingen, hielt sich der Erfolg in Grenzen und konnte die folgende Weltwirtschaftskrise nicht verhindern.

## Die folgenden Jahre
Im Krisenjahr 1930 wurde Whitney Präsident der New Yorker Börse und hatte dieses Amt für fünf Jahre inne. In dieser Zeit war er Sprecher der sogenannten Alten Garde, einer losen Vereinigung wohlhabender Personen, die in der Folgezeit, besonders ab 1933 durch den „New Deal“ unter der Präsidentschaft Franklin D. Roosevelts, unter den Beschuss reformwilliger Kräfte geriet. So kam es, dass er in der Zeit von 1932 bis 1935 mehrfach vor einem vom Kongress eingerichteten Untersuchungsausschuss aussagen musste.
Als die Reformkräfte stärker wurden, entschloss sich Whitney 1935, nicht erneut für die Präsidentschaft der Börse zu kandidieren.

## Whitneys jäher Sturz und sein Leben danach
Gleichzeitig engagierte er sich in spekulativen Geschäften, für die er sich große Summen bei Freunden und Bekannten lieh, wobei ihm seine Verbindungen zu J. P. Morgan & Co. über seinen Bruder als eine Art Sicherheit dienten. Dabei soll er sich zur Aufrechterhaltung seiner Firma rund 30 Millionen $ bei Freunden, seiner Familie und aus den Geldbeständen seiner eigenen Firma geliehen haben. Zudem verstrickte er sich zunehmend tiefer in illegale Praktiken.
Schließlich wurden seine Bücher überprüft und im März 1938 brach sein Imperium zusammen. Durch eine Untersuchung kam das ganze Ausmaß seines Missmanagements ans Tageslicht. Als er für bankrott erklärt wurde, hatte er ungefähr 6,5 Millionen Dollar Schulden.
Sodann wegen missbräuchlicher Verwendung fremder Mittel angeklagt, bekannte er sich schuldig und wurde zu fünf bis zehn Jahren Haft verurteilt, von denen er drei Jahre und vier Monate in Sing Sing verbüßte. Nach seiner Entlassung zog er sich aus der Öffentlichkeit auf ein Familienanwesen in Barnstable/Massachusetts zurück. Während der gesamten schwierigen Zeit stand ihm seine Frau bei und verkaufte fast das gesamte Vermögen des Ehepaares. Seine Schulden soll sein Bruder übernommen haben. Whitney starb am 5. Dezember 1974 in Short Hills, New Jersey.

## Die Auswirkungen von Whitneys Handeln
Die Praktiken Richard Whitneys schockierten die Geschäftswelt, und als Präsident Roosevelt von den Unterschlagungen erfuhr, soll er dem Zusammenbruch nahe gewesen sein. Sie gaben jedoch Anstoß für grundlegende Reformen der Finanzmärkte.

## Medien
Der Regisseur August Everding drehte 1966 unter dem Titel Der schwarze Freitag ein Dokumentarspiel über Whitney mit Curd Jürgens in der Hauptrolle. Die Rolle des Sprechers übernahm Horst Tappert.